# 馬爾基夫西克 (馬爾基夫卡區)
49°29′20″N 39°24′19″E / 49.48889°N 39.40528°E
馬爾基夫斯凱（烏克蘭語：Марківське）是位於烏克蘭東部的村莊，由盧甘斯克州舊比利斯克區的馬爾基夫卡市鎮負責管轄。該村始建於1965年，面積0.49平方公里，海拔高度171米，2001年人口306，人口密度每平方公里623.2人。